# Camerano Casasco
Camerano Casasco – miejscowość i gmina we Włoszech, w regionie Piemont, w prowincji Asti.
Według danych na styczeń 2009 gminę zamieszkiwało 509 osób przy gęstości zaludnienia 76,1 os./1 km².